# اللاسلطوية في ماليزيا
اللاسلطوية (الأناركية) في ماليزيا نشأت بسبب الأنشطة الثورية للمهاجرين الصينيين في مالايا البريطانية، وهم أول من أسس حركة لاسلطوية أو لاسلطوية منظمة في البلاد – وكانت ذروتها خلال عشرينيات القرن العشرين. بعد حملة القمع من قبل السلطات البريطانية، حلت البلشفية محل اللاسلطوية باعتبارها التيار الثوري الرائد، حتى عودة الحركة اللاسلطوية خلال ثمانينيات القرن العشرين، كجزء من مشهد البانك الماليزي.

## التاريخ
كانت شبه جزيرة ملايو خالية من الدول إلى حد كبير حتى القرن الثاني، عندما بدأت دول الملايو المبكرة مثل مملكة لانغاسوكا بالتشكل والسيطرة على المنطقة. تطورت هذه الدول من دول المدن والممالك الصغيرة لتصبح أنظمة سياسية أكبر بكثير، قادرة على السيطرة على شبه الجزيرة بأكملها وما وراءها. في القرن السابع، هيمنت إمبراطورية سريفيجايا على شبه جزيرة ملايو، وكذلك على جزيرتي سومطرة وجاوة، واستحوذت على العديد من دول الملايو التي كانت موجودة هناك ذات يوم. في عام 1288، غزت مملكة سينغاساري الجاوية إمبراطورية سريفيجايا، والتي تطورت بحلول عام 1293 لتصبح إمبراطورية ماجاباهيت، لتسيطر على معظم أرخبيل الملايو.
حتى هذه المرحلة، كانت الدول التي حكمت شبه جزيرة ملايو إما هندوسية أو بوذية، ولكن مع انهيار سريفيجايا جاء صعود السلطنات المسلمة في جميع أنحاء شبه الجزيرة. في النهاية، اجتمعت السلطنات المركزية سلاغور وفيرق وباهانغ ونكري سمبيلن لتأسس ولايات الملايو الفيدرالية. في حين أن السلطنات الشمالية قدح وكلنتن وبرليس وترغكانو وسلطنة جوهر الجنوبية، بقيت غير متحدة ضمن أي فدرالية.
على الرغم من صعود دول الملايو على مر القرون، فإن العديد من الشعوب الأصلية في شبه الجزيرة حافظت على نفسها كمجتمعات دون دول. واحدة من هذه المجموعات كانت شعب السيماي، الذين كانوا مجتمعًا بلا رئيس، يعيشون في مستوطنات بستانية صغيرة في وسط شبه الجزيرة. لم يكن لدى شعب السيماي مفهوم الملكية الخاصة، وكانوا ينظمون مجتمعاتهم من خلال التجمعات العامة، واشتهروا بسبب أسلوب حياتهم اللاعنفيّ.

### اللاسلطوية في مالايا البريطانية
حين استعمرت الإمبراطورية البريطانية شبه جزيرة ملايو في أوائل القرن التاسع عشر، أنشأوا مستعمرات المضيق الأربعة في بينانق وسنغافورة وملقا وديدينغ، والتي أصبحت تحت سيطرة شركة الهند الشرقية. بدأ العمال الصينيون بالهجرة إلى هذه المستعمرات، للعمل في التعدين وصناعات الأخشاب بشكل خاص. استقر العديد من هؤلاء المهاجرين بشكل دائم في مالايا، خارج سلطة سلالة تشينغ، حيث تمكنوا من نشر الأفكار الثورية للجمهوريانية والقومية والاشتراكية واللاسلطوية بحرّية.